# Mu Tauri
Mu Tauri (μ Tau, μ Tauri) è una stella subgigante blu di magnitudine +4,279, situata nella costellazione del Toro. La sua distanza è stimata in 505,96 anni luce dal sistema solare. È anche indicata Kattu Pothu.

## Osservazione
Si tratta di una stella situata nell'emisfero boreale celeste, ma molto in prossimità dell'equatore; ciò comporta che possa essere osservata da tutte le regioni abitate della Terra senza alcuna difficoltà e che sia invisibile soltanto nelle aree più interne del continente antartico. Nell'emisfero nord invece appare circumpolare solo molto oltre il circolo polare artico. Il periodo migliore per la sua osservazione nel cielo serale ricade nei mesi compresi fra fine ottobre e aprile; da entrambi gli emisferi il periodo di visibilità rimane indicativamente lo stesso, grazie alla posizione della stella non lontana dall'equatore celeste.
La sua magnitudine, pari a 4,3, fa sì che possa essere scorta a occhio nudo solo con un cielo sufficientemente libero dagli effetti dell'inquinamento luminoso.

## Caratteristiche fisiche
μ Tauri è una stella subgigante blu di classe spettrale B3IV, con una massa pari a 6,7 volte quella del Sole e 462 volte più luminosa. La superficie della sua fotosfera raggiunge la temperatura media di 16980 K. La sua età è stimata in 252 milioni di anni.
Analizzando il suo spettro è stato rilevato un eccesso di emissione infrarossa alla lunghezza d'onda di 18 μm. Ciò suggerisce che la stella possa essere circondata da una cintura asteroidale.
Con una parallasse determinata da Gaia in 6,4463 ± 0,2095 mas, la distanza dal sistema solare può essere calcolata in 155,13 pc, corrispondenti a 505,96 anni luce. Avendo una velocità radiale positiva, la stella si sta ulteriormente allontanando dal sistema solare.